# Samantha Sang
Samantha Sang (* 5. August 1951 in Melbourne als Cheryl Lau Sang) ist eine australische Sängerin. In den 1970er Jahren gelang ihr auf dem Höhepunkt der Disco-Welle mit dem Titel Emotion ein internationaler Hit.

## Karriere
Sang wuchs in einer musikalischen Familie auf, ihr Vater Reg Sang trat in den 1960er Jahren unter dem Namen Reg Gray als Musiker in Erscheinung. Unter dem Namen Cheryl Gray war Sang in ihrer Heimat Australien mit 15 Jahren bereits ein Teenie-Star. Ihre Single You Made Me What I Am wurde 1967 auf Platz 8 der Hitliste der Go-Set Top 40 gelistet. Auch war sie ein populärer Gast verschiedener Fernsehsendungen und galt als das kleine Mädchen mit der großen Stimme. Ende der 1960er Jahre geriet ihre Karriere ins Stocken und Sang reiste nach Europa, wo sie mit den Hollies und Herman’s Hermits auftrat.
In London wurde der Popstar Barry Gibb auf Sang aufmerksam und stellte sie seinem Manager Robert Stigwood vor der sie schließlich unter Vertrag nahm. Mit seinem Bruder Maurice schrieb Gibb die Single Love of a Woman welche 1969 mit Sang veröffentlicht wurde. Cheryl Lau Sang trat von nun an unter dem Namen Samantha Sang in Erscheinung. Der Erfolg blieb jedoch aus und Samantha Sang kehrte nach Australien zurück, wo sie ihr Album Samantha Sang and Rocked the World sowie weitere Singles veröffentlichte. Für den Spielfilm Bilitis nahm sie das Lied When Love Is Gone auf und trat in dem Musical The Magic Show auf.
1978 traf sie in Europa erneut auf Barry Gibb und es kam zu einer weiteren Zusammenarbeit. Die Single Emotion, geschrieben von Barry und Robin Gibb, verhalf Sang schließlich zum internationalen Durchbruch. Im Zuge des enormen Erfolges der Bee Gees in den Vereinigten Staaten erreichte Emotion Platz 3 der Billboard Hot 100. Auch dem gleichnamigen Album, welches ebenfalls in Zusammenarbeit mit den Gibb-Brüdern entstand, gelang der Einstieg in die Billboard 200 und es wurde 1978 mit einer Goldenen Schallplatte ausgezeichnet. In Australien, Irland, Kanada und Neuseeland erreichte Emotion die Top-10 der Hitlisten.
Samantha Sang konnte noch zwei weitere Singles in die hinteren Ränge der US-Charts platzieren, danach gelang ihr, nach über 2.500.000 verkauften Schallplatten, keine weitere Hitnotierung mehr. So blieb Samantha Sang ein One-Hit-Wonder.
1979 löste sie sich von den Bee Gees und es erschien ihr drittes Album From Dance to Love welches jedoch nicht ansatzweise an den Erfolg seines Vorgängers anknüpfen konnte und Sang kehrte nach Australien zurück. Sie arbeitete mit Künstlern wie David Wolfert, Francis Lai, Carole Bayer Sager und Eric Carmen zusammen. Sang singt nach wie vor live für eine treue Fangemeinde, auch ist sie ein häufiger Gast im australischen Unterhaltungsfernsehen.

## Diskografie

### Alben
- 1975: Samantha Sang and Rocked the World
- 1978: Emotion
- 1979: From Dance to Love

### Kompilationen
- 2007: The Ultimate Collection

### Singles
Als Cheryl Gray
- 1966: Real Thing
- 1966: Brand New Woman
- 1967: You Made Me What I Am
- 1967: When You’re Not Near
- 1968: You Were There
- 1968: It’s Not Easy Loving You

Als Samantha Sang
- 1969: The Love of a Woman
- 1969: Nothing in the World Like Love
- 1975: It Could Have Been
- 1975: Raining Every Day Since Monday
- 1975: Can’t You Hear the Music of My Love Song?
- 1977: Emotion
- 1978: You Keep Me Dancing
- 1979: In The Midnight Hour
- 1981: Let’s Start Again (mit Robert Delon)

## Auszeichnungen für Musikverkäufe
| Goldene Schallplatte - Kanada - 1978: für die Single Emotion |

Anmerkung: Auszeichnungen in Ländern aus den Charttabellen bzw. Chartboxen sind in ebendiesen zu finden.
| Land/RegionAuszeichnungen für Musikverkäufe (Land/Region, Auszeichnungen, Verkäufe, Quellen) | Gold     | Platin  | Verkäufe  | Quellen         |
| -------------------------------------------------------------------------------------------- | -------- | ------- | --------- | --------------- |
| Kanada (MC)                                                                                  | Gold1    | —       | 75.000    | musiccanada.com |
| Vereinigte Staaten (RIAA)                                                                    | Gold1    | Platin1 | 2.500.000 | riaa.com        |
| Insgesamt                                                                                    | 2× Gold2 | Platin1 |           |                 |